# Karl Kaspar von der Leyen
Karl Kaspar von der Leyen-Hohengeroldseck (francese: Charles-Gaspard von der Leyen; Treviri, 18 dicembre 1618 – Ehrenbreitstein, 1º giugno 1676) è stato un arcivescovo cattolico e nobile tedesco.

## Biografia
Karl Kaspar proveniva dall'antica dinastia dei baroni von der Leyen, il cui palazzo di famiglia è il castello di Gondorf, che domina la valle inferiore della Mosella; suo padre Damian von der Leyen (1583-1639) era un alto funzionario dell'elettorato di Treviri. Già nel 1641, Karl Kaspar fu ammesso al capitolo della cattedrale di Treviri, che seguì nel 1645 nel suo ritiro a Colonia, mentre l'arcivescovo deposto Philipp Christoph von Sötern, che era stato detenuto per dieci anni nelle carceri imperiali, trovò il suo ruolo di reggente dell'elettorato di Treviri con il sostegno dei francesi.

### L'elezione forzata

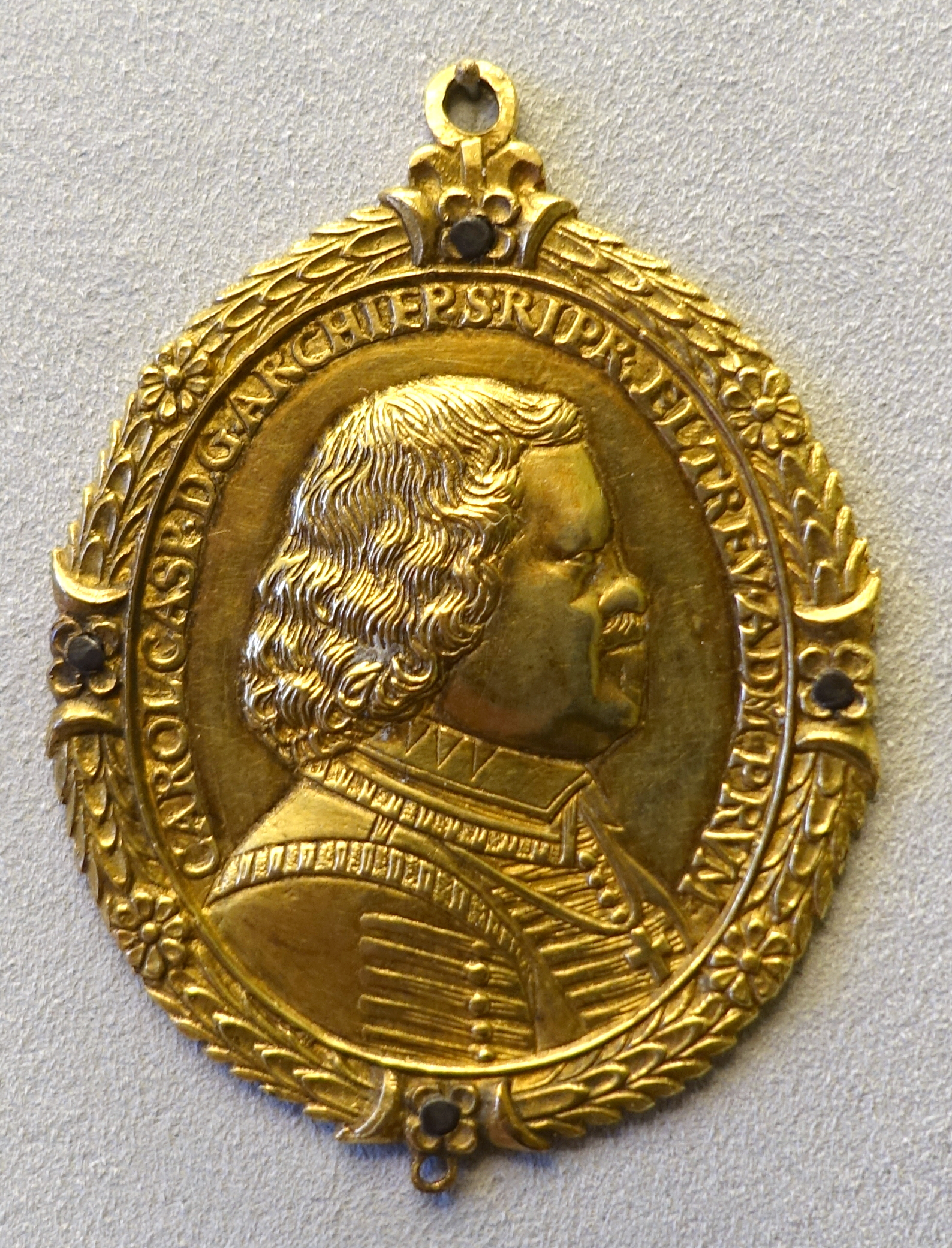
Ritratto dell'arcivescovo von der Leyen di Georg Pfundt, esposto nel Bode-Museum di Berlino.

Nel 1649, Philipp Christoph aveva nominato Philipp Ludwig von Reiffenberg arcivescovo coadiutore di Treviri, in violazione dei diritti del capitolo. I canonici pertanto assoldarono un esercito comandato da Karl Kaspar; le truppe, partite della cattedrale di Colonia, marciarono su Treviri per deporre l'arcivescovo ottantaduenne che dovette, sotto coercizione, accettare una rielezione del coadiutore dal capitolo: l'11 giugno 1650, Karl Kaspar fu eletto coadiutore. Philipp Christoph denunciò questa elezione, ma Karl Kaspar, con il sostegno dell'imperatore, ottenne la conferma della sua elezione da papa Innocenzo X e il 12 marzo 1652, alla morte dell'arcivescovo, gli succedette nel trono episcopale; il 15 settembre 1652 fu consacrato arcivescovo dal vescovo Otto Johann Theodor von Senheim.
Le devastazioni della Guerra dei trent'anni, appena conclusa, lasciarono l'arcivescovo in grandi difficoltà, dal momento che il numero di sudditi dell'elettorato era sceso a 300 000. Le priorità erano ricostruire case, ripristinare l'ordine e rilanciare l'economia, infine per innalzare le fortificazioni di Coblenza ed Ehrenbreitstein; fu in quest'ultimo castello che trasferì la sua corte.
A Treviri, riuscì a riportare l'Abbazia di San Massimino all'immediatezza imperiale e di far riconoscere definitivamente l'autorità del principe elettore nel 1669. Sempre a Treviri, fondò un orfanotrofio, istituì borse di studio per l'educazione religiosa dei bambini della nobiltà e nel 1668 standardizzò il diritto dell'elettorato con la promulgazione del Kurtrierisches Landrecht, i cui obiettivi principali erano la riforma fiscale e l'istituzione di garanzie per l'artigianato regionale. Pose fine alla caccia alle streghe nell'elettorato di Treviri.
In termini di politica dell'impero, Karl Kaspar si schierò per la prima volta con l'imperatore e nel 1658 si ribellò contro l'autorità di Leopoldo I su iniziativa della Confederazione del Reno, alla quale aderì nel 1662 e affrontò le pretese di Luigi XIV e gli attacchi ai suoi diritti metropolitici sui vescovi Metz, Toul e Verdun. Ma allo scioglimento della confederazione, conseguenza della guerra di devoluzione, Karl Kaspar entrò di nuovo in colloqui con l'imperatore per preservare la sua diocesi da una possibile espansione francese nel Reno, e nel 1672 radunò la coalizione contro la Francia, senza però essere in grado di opporsi all'occupazione di nuovi territori da parte del nemico.
Karl Kaspar si assicurò di collocare stabilmente i membri della sua famiglia in alte cariche: nel 1654 nominò suo fratello minore Damian Hartard von der Leyen, futuro arcivescovo di Magonza, ufficiale giudiziario e arcidiacono di Karden. Nel 1660, mise suo fratello Hugo Ernst von der Leyen († 1665) a capo della signoria di Blieskastel, poi nel 1670 dotò il figlio di quest'ultimo, Karl Kaspar II von der Leyen (1655-1739) della signoria di Arenfels, da cui dipendeva tra l'altro Bad Hönningen. Alla fine, consapevole della sua salute vacillante, fece nominare suo nipote Johann Hugo von Orsbeck come suo successore nel 1672.

## Genealogia episcopale e successione apostolica
La genealogia episcopale è:
- Vescovo Balthasar Fannemann, O.P.
- Vescovo Rudolf von Frankenstein
- Arcivescovo Daniel Brendel von Homburg
- Vescovo Stephan Weber
- Arcivescovo Philipp Christoph von Sötern
- Vescovo Otto Johann Theodor von Senheim
- Arcivescovo Karl Kaspar von der Leyen

La successione apostolica è:
- Vescovo Johannes Holler (1664)